# Anna Gallina

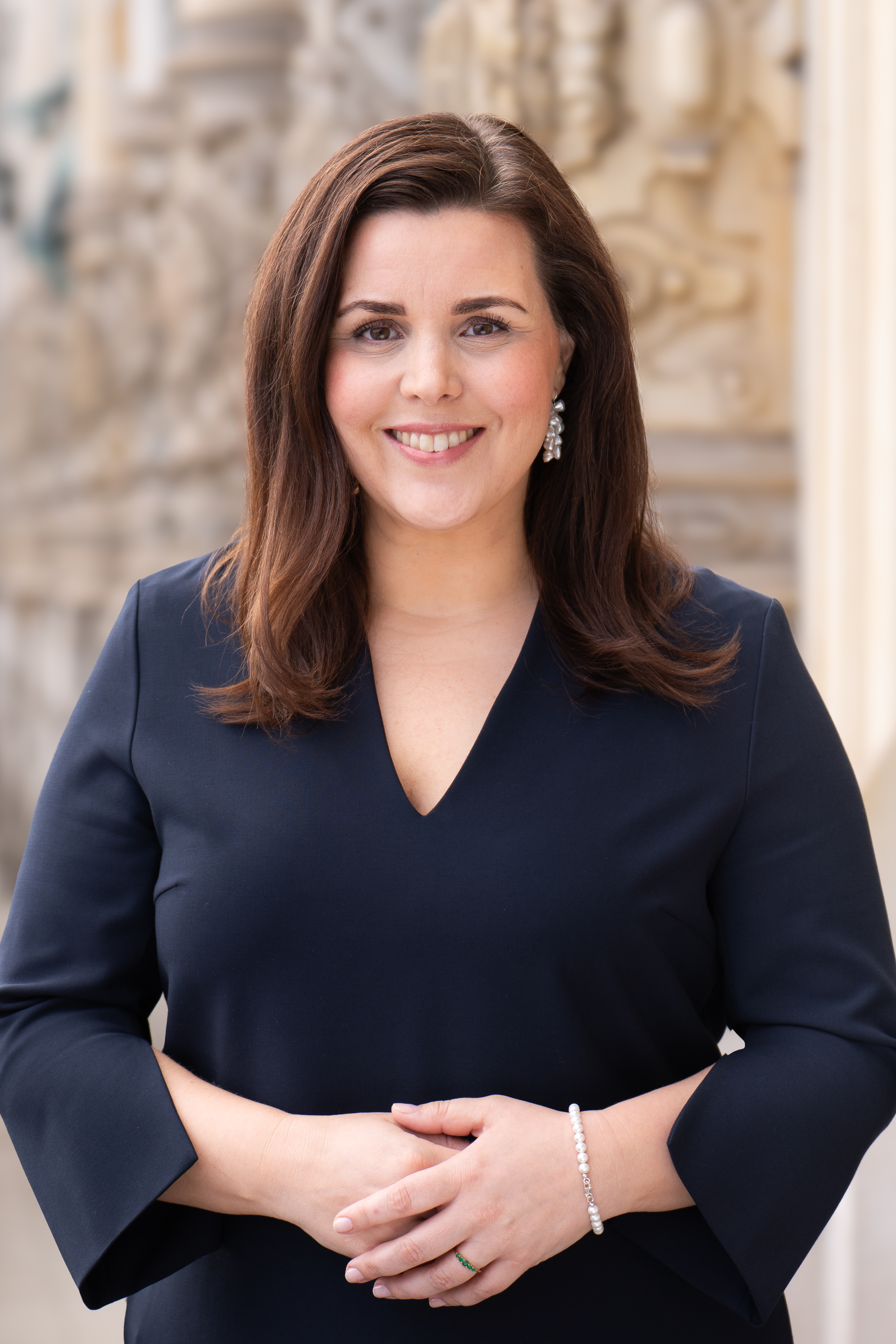
Anna Gallina (2025)

Anna Gesche Lydia Gallina (* 22. Juni 1983 in Hamburg) ist eine deutsche Politikerin (Bündnis 90/Die Grünen). Sie ist seit 2020 Senatorin für Justiz und Verbraucherschutz der Freien und Hansestadt Hamburg. Von 2015 bis 2020 war sie Mitglied der Hamburgischen Bürgerschaft und von 2015 bis 2021 Vorsitzende von Bündnis 90/Die Grünen Hamburg.

## Leben
Gallina wuchs in Hamburg auf und legte 2003 ihr Abitur an der Ida-Ehre-Schule im Stadtteil Harvestehude ab. Ein 2004 begonnenes Studium der Politikwissenschaft, Philosophie und des Öffentlichen Rechts an der Universität Hamburg schloss sie 2010 mit der Magistra Artium ab. Ihre Magisterarbeit schrieb sie über die erste schwarz-grüne Koalition auf Landesebene. Von 2010 bis 2012 war sie freie Mitarbeiterin der Politik- und Unternehmensberatung Markus Birzer, wobei sie u. a. verschiedene Bürgerbeteiligungsverfahren betreute. Von 2012 bis 2015 war sie Geschäftsführerin des Präsidiums und des Stiftungsrats der Leuphana Universität Lüneburg.
2002 erhielten Gallina und zehn weitere Mitglieder des Vereins Jugendinitiative Politik den Bertini-Preis für das Projekt Future Bus. Der Future Bus war eine mobile Ausstellung zu den Themen Intoleranz, Alltagsrassismus und Rechtsextremismus.
Gallina hat drei Kinder. Bis Herbst 2019 war sie mit dem ehemaligen Vorsitzenden der Grünen-Fraktion in der Bezirksversammlung Hamburg-Mitte Michael Osterburg liiert, der auch Vater ihres jüngsten Kindes ist.

## Politik

### Politischer Werdegang
Gallina war mehrere Jahre lang Mitglied im Hamburger Landesvorstand der Sozialistischen Jugend Deutschlands – Die Falken. Sie trat 2010 der Grün-Alternative Liste GAL bei und wurde 2011 Beisitzerin im Landesvorstand. Von 2011 bis 2015 war sie Mitglied der Bezirksversammlung Eimsbüttel, ab 2013 als Fraktionsvorsitzende.
Gallina trat bei der Bundestagswahl 2013 und der Bundestagswahl 2017 als Direktkandidatin im Wahlkreis Eimsbüttel an, ohne ein Mandat zu erringen. Sie kandidierte für den dritten Platz der Landesliste bei der Bundestagswahl 2017, unterlag jedoch der Bergedorfer Kreisvorsitzenden Jennifer Jasberg.
Bei der Bürgerschaftswahl 2015 kandidierte Gallina auf Platz 15 der Landesliste und erlangte ein Direktmandat im Wahlkreis Lokstedt – Niendorf – Schnelsen. Sie setzte sich bei ihrer Kandidatur für Platz 1 der Wahlkreisliste gegen Antje Möller durch. In der 21. Wahlperiode gehörte sie dem Verfassungs- und Bezirksausschuss, dem Familien-, Kinder- und Jugendausschuss und dem Verkehrsausschuss an. Sie war Fachsprecherin ihrer Fraktion für Bezirke und Familie, Kinder und Jugend. Bei der Bürgerschaftswahl 2020 kandidierte sie auf Platz 3 der Landesliste und erlangte ein Direktmandat im Wahlkreis Rotherbaum – Harvestehude – Eimsbüttel-Ost. Bei der Bürgerschaftswahl 2025 wurde sie erneut in die Bürgerschaft gewählt. Ihr Bürgerschaftsmandat ruht seit ihrer Berufung in den Senat 2025.
Am 30. Mai 2015 wurde Gallina mit 55,9 Prozent der Stimmen zur Nachfolgerin von Katharina Fegebank als Landesvorsitzende gewählt. Sie wurde am 24. Juni 2017 mit 80 Prozent der Stimmen wiedergewählt und am 27. April 2019 mit 90 Prozent der Stimmen. Am 30. Mai 2021 wurde Maryam Blumenthal zu ihrer Nachfolgerin gewählt.
Am 30. Mai 2020 wurde Gallina von ihrer Partei für den Posten der Senatorin für Justiz und Verbraucherschutz im Senat Tschentscher II vorgeschlagen. Die Nominierung sorgte für Aufmerksamkeit, weil sie keine Juristin ist, nicht Mitglied im Justizausschuss war und die Hamburger Staatsanwaltschaft wegen des Verdachts auf Beleidigung, üble Nachrede und Verleumdung gegen sie ermittelte. Am 10. Juni 2020 wählte die Hamburgische Bürgerschaft sie zusammen mit den übrigen Senatsmitgliedern mit 83 von 123 Stimmen.
Staatsrätin der Behörde für Justiz und Verbraucherschutz war zunächst weiterhin Katja Günther von Bündnis 90/Die Grünen. Am 29. Oktober 2021 bat Gallina den Ersten Bürgermeister Peter Tschentscher, Günther in den einstweiligen Ruhestand zu versetzen. Das Vertrauensverhältnis zu Günther sei wegen Illoyalität irreparabel zerstört. Laut Medienberichten kam es zu Kompetenzstreitigkeiten zwischen der Nichtjuristin Gallina und der Juristin Günther. So soll Günther die Einrichtung einer eigenen Stabsstelle für wichtige Projekte geplant haben, weil sie Gallina für überfordert gehalten habe. Gallina habe dies jedoch verhindert. Am 1. November 2021 entband Tschentscher Günther von ihren Aufgaben, versetzte sie jedoch nicht in den einstweiligen Ruhestand. Medienberichten zufolge präferierte Gallina ihren Präsidialstabsleiter Thomas Baehr als Nachfolger von Günther, konnte dies jedoch innerparteilich nicht durchsetzen. Am 30. November 2021 wurde der bisherige Amtsleiter für Justizvollzug und Recht Holger Schatz von der SPD zum neuen Staatsrat der Behörde für Justiz und Verbraucherschutz ernannt.
Am 7. Mai 2025 wurde Gallina als Senatorin für Justiz und Verbraucherschutz im Amt bestätigt.

### Politische Initiativen
Anna Gallina war Obfrau der Grünen Bürgerschaftsfraktion in der Enquete-Kommission „Kinderschutz und Kinderrechte weiter stärken“. Die Kommission wurde 2016 eingerichtet, nachdem mehrere Kinder trotz der Betreuung durch das Jugendamt gewaltsam zu Tode kamen. Der Tod der Kinder hatte eine Diskussion über die Arbeit der Jugendämter und die Frage ausgelöst, wie die Kinder in Hamburg besser geschützt werden können. Die Kommission hat zwei Jahre lang die Organisation und Infrastruktur des Hamburger Kinder- und Jugendhilfesystems auf den Prüfstand gestellt und 70 Handlungsempfehlungen für besseren Kinderschutz formuliert.
Anna Gallina engagiert sich auch für die Rettung von Geflüchteten aus Seenot und gegen die Behinderung und Kriminalisierung der zivilen Seenotrettung. So wollte sie im Mai 2017 an einer zweiwöchigen Rettungsmission der Sea-Eye teilnehmen, aufgrund eines Maschinenschadens wurde die Mission allerdings nach einem Tag abgebrochen. Sie setzt sich dafür ein, dass Hamburg sich zum sicheren Hafen für Geflüchtete erklärt.
Um Frauen besser in den Parlamenten zu repräsentieren, stieß Anna Gallina 2019 eine Debatte über die Einführung eines Paritégesetzes an. Die Forderung, die Wahllisten der Parteien gleichermaßen mit Frauen und Männern zu besetzen, wurde in der Bürgerschaft kontrovers diskutiert.
Im Zusammenhang mit der Corona-Krise fordert Anna Gallina Entlastung für Familien und Kinder in Form eines Corona-Elterngeldes analog zum Elterngeld nach der Geburt eines Kindes. Ihr Vorschlag beinhaltet auch einen Kündigungsschutz für Eltern.

## Kontroversen
Nach der Bezirksversammlungswahl im Mai 2019 erhob Gallina Islamismus-Vorwürfe gegen zwei in die Bezirksversammlung Hamburg-Mitte gewählte Grünen-Mitglieder, die deswegen nicht in die dortige Grünen-Fraktion aufgenommen wurden. Vier weitere Grünen-Mitglieder solidarisierten sich mit den beiden und gründeten mit ihnen eine Fraktion, wodurch die Grünen-Fraktion den Status als größte Fraktion an die SPD-Fraktion verlor. Die sechs Personen bestritten die Vorwürfe und vermuteten, dass Gallinas damaliger Lebensgefährte Michael Osterburg, der bis zur Wahl Vorsitzender der Grünen-Fraktion in der Bezirksversammlung Hamburg-Mitte war und für die Wahl nicht mehr nominiert wurde, für die Vorwürfe verantwortlich ist. Im Oktober 2019 traten die sechs Personen aus der Partei aus und schlossen sich der SPD an. Die Kreisverbände von SPD, CDU und FDP schlossen anschließend eine Koalition. Im November 2019 stellten die beiden Beschuldigten einen Strafantrag gegen Gallina, ihren Stellvertreter Martin Bill und ihren ehemaligen Lebensgefährten Michael Osterburg wegen Beleidigung, übler Nachrede und Verleumdung. Ein von der Staatsanwaltschaft eingeleitetes Ermittlungsverfahren wurde im Juli 2020 ohne Aufnahme von Ermittlungen eingestellt, weil der Strafantrag nicht innerhalb von drei Monaten nach Bekanntwerden der möglichen Tat gestellt wurde. Im Januar 2021 reichten die beiden Beschuldigten eine Privatklage gegen Gallina wegen Verleumdung ein.
2019 beschloss der damalige Justizsenator Till Steffen (Grüne), dass die Hamburger Staatsanwaltschaft ins sogenannte Michaelis-Quartier in die Innenstadt neben die Michelis Kirche umziehen soll. Als Umzugstermin war ein Zeitraum zwischen von April und September 2022 geplant. Unter Anna Gallina forderte die Justizbehörde zusätzliche Sicherheitstechnik. Für das noch nicht bezogene Gebäude muss das Land zwar keine Miete bezahlen, aber die Eigentümer Lutz Mellinger (ehemaliger Bereichsvorstand der Deutsche Bank AG), Philipp Schmitz-Morkramer und Frank Gerhard Schmidt als Hauptaktionäre der Quantum Immobilien AG lassen sich eine Art „Entschädigung“ von mehr als 392.000 Euro monatlich bezahlen. Dies räumte der Hamburger Senat in der Antwort auf eine Kleine Anfrage der Hamburger CDU 2023 ein.